# Joe Lefeged
Joe "Lefeged" Young (* 2. července 1988, Durham, stát Severní Karolína) je bývalý hráč amerického fotbalu, který nastupoval na pozici Strong safetyho v National Football League. Univerzitní fotbal hrál za The State University of New Jersey, po Draftu NFL 2011 podepsal smlouvu jako volný nedraftovaný hráč s týmem Indianapolis Colts.

## Profesionální kariéra

### Indianapolis Colts
V nováčkovské sezóně se Young stal druhým (náhradním) Strong safetym za Davidem Caldwellem a nastoupil do každého zápasu, z toho ovšem pouze jednou jako startující hráče s bilancí 34 tacklů (19 asistovaných) a čtyři zblokované přihrávky. Také se stal členem Special teamu na pozici Kick returnera a náhradního Punt returnera. V další sezóně znovu zasáhl do všech utkání, tentokrát čtyřikrát jako startující hráč, a zaznamenal 31 tacklů (8 asistovaných) a jeden fumble recovery v utkání proti Kansas City Chiefs.
29. června 2013 byl young uvězněn washingtonskou policií poté, co se pokoušel ujet policejní hlídce. Následně byl obviněn z nošení zbraně bez licence, držení neregistrované munice, přítomnosti palné zbraně ve vozidle a převážení otevřené nádoby s alkoholem.

### Jacksonville Jaguars
15. ledna 2014 podepsal Young smlouvu s Jacksonville Jaguars, 24. srpna při zužování kádru byl propuštěn.